# Caloptilia aeolocentra
Caloptilia aeolocentra là một loài bướm đêm thuộc họ Gracillariidae. Nó được tìm thấy ở Ấn Độ (Assam, Meghalaya).